# Papamosques de Sanford
El papamosques de Sanford (Cyornis sanfordi) és una espècie d'ocell de la família dels muscicàpids (Muscicapidae). És endèmic del nord de l'illa de Cèlebes, on habita boscos tropicals i subtropicals de frondoses humits de l'estatge montà. Està amenaçat per la pèrdua d'hàbitat i el seu estat de conservació es considera en perill d'extinció.
El nom específic de Sanford fa referència a Leonard Cutler Sanford (1868-1950), cirurgià i ornitòleg aficionat nord-americà i fideïcomissari del Museu Americà d'Història Natural.